# Taufbecken St-Pierre-St-Paul (Jouy-sur-Morin)

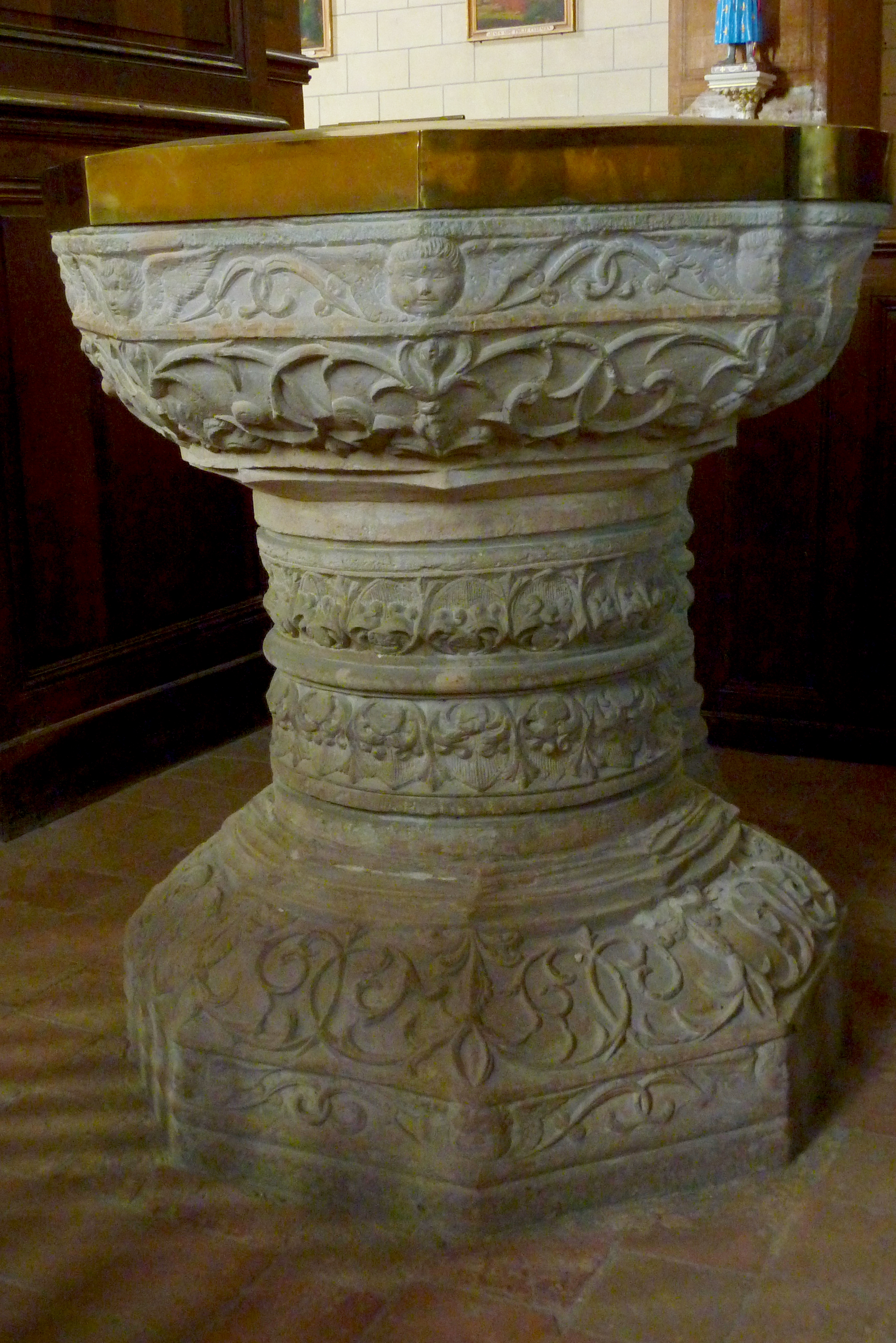
Taufbecken in Jouy-sur-Morin

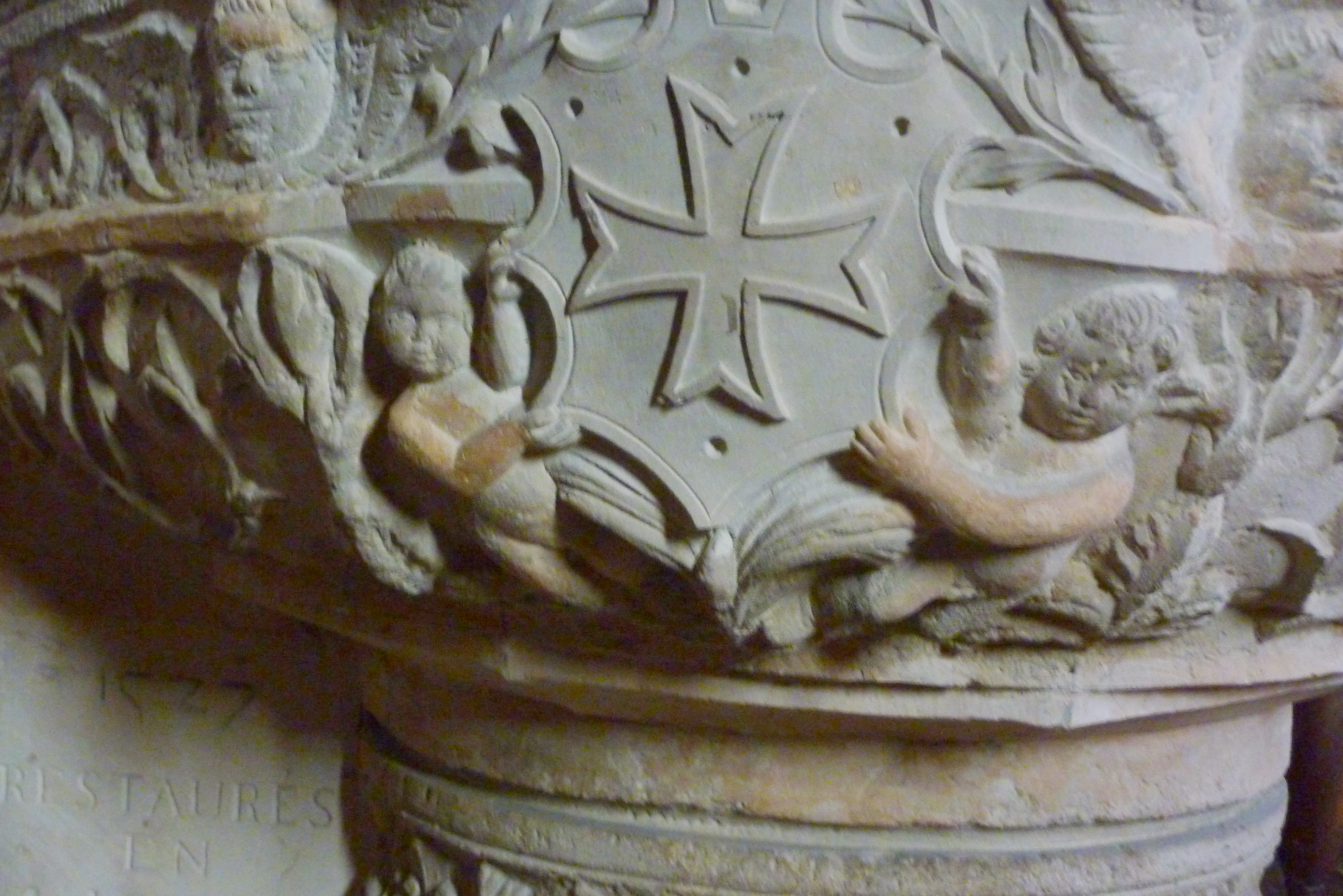
Detail mit Relief

Das Taufbecken in der Pfarrkirche St-Pierre-St-Paul in  Jouy-sur-Morin, einer französischen Gemeinde im Département Seine-et-Marne in der Region Île-de-France, wurde 1527 geschaffen. Im Jahr 1906 wurde das Taufbecken als Monument historique in die Liste der geschützten Objekte (Base Palissy) in Frankreich aufgenommen.
Das Taufbecken im Stil der Renaissance besteht aus einem länglichen Sockel und den darauf sitzenden zwei Wasserbecken. Die kupferne Abdeckung wurde später hinzugefügt. Er ist mit Engelsköpfen und Arabesken verziert.